# Mauzun
Mauzun ist eine französische Gemeinde in der Region Auvergne-Rhône-Alpes, im Département Puy-de-Dôme, im Arrondissement Clermont-Ferrand und im Kanton Billom.
Die Gemeinde, die etwa zwölf Kilometer südöstlich von Billom in einer hügeligen Landschaft, der „auvergnatischen Toscana“ liegt, gehört mit 0,99 Quadratkilometern Fläche zu den sehr kleinen Gemeinden Frankreichs. Sie liegt auf 500 bis 652 m Meereshöhe und hat 132 Einwohner (Stand 1. Januar 2022). Durch den Ort führen die Départementsstraßen D 20 und D 20 c.

## Sehenswürdigkeiten
- Ruinen eines ausgedehnten Châteaus, das im 13. Jahrhundert auf der Ruinen des römischen Mandunum errichtet wurde und eine Festung der Bischöfe  von Clermont war; mit doppeltem Bering und etwa 20 Türmen; im 18. Jahrhundert zerstört[1]
- Kirche Saint-Michel, gotisch (15. und 17. Jahrhundert)
- La Halle, aus Holz, 18. oder 19. Jahrhundert
- Villa "Le Chalay" (Ende 19. Jahrhundert)